# Felix Healy
Patrick Joseph Healy (Derry, 27 de setembro de 1955) é um ex-futebolista norte-irlandês que atuava como meia-atacante.

## Carreira
Felix Healy fez parte do elenco da Seleção Norte-Irlandesa de Futebol, da Copa do Mundo FIFA de 1982.